# Campeonato Brasileiro Série D 2023
Il Campeonato Brasileiro Série D 2023 è stata la 15ª edizione della quarta serie del campionato brasiliano di calcio. Il campionato inizia il 6 maggio e terminerà il 23 settembre 2023.

## Stagione

### Novità
- Retrocesse dalla Série C:
  - Atletico Cearense
  - Brasil de Pelotas
  - Ferroviario
  - Campinense

### Formula
Al campionato sono ammesse 64 squadre, qualificate attraverso i 27 campionati statali del Brasile.
Le squadre sono divise in 8 gironi, ognuno da 8 squadre, che giocano partite di andata e ritorno. Le prime 4 di ogni girone si qualificano per i sedicesimi di finale. A partire da questi ultimi, il campionato si gioca come un torneo ad eliminazione diretta, con gare di andata e ritorno. Le quattro semifinaliste vengono promosse in Serie C.
Non sono previste retrocessioni, essendo la Série D l'ultimo livello del campionato brasiliano.

## Squadre partecipanti
| Stato               | Club                   | Città                | Metodo di qualificazione             |
| ------------------- | ---------------------- | -------------------- | ------------------------------------ |
| Acre                | Humaitá-AC             | Porto Acre           | 1º nel Campionato Acriano            |
| Acre                | São Francisco-AC       | Rio Branco           | 2º nel Campionato Acriano            |
| Alagoas             | ASA                    | Arapiraca            | 2º nel Campionato Alagoano           |
| Alagoas             | Cruzeiro-AL            | Arapiraca            | Vincitore della Copa Alagoas         |
| Amapá               | Trem                   | Macapá               | 1º nel Campionato Amapaense          |
| Amazonas (Brasile)  | Princesa do Solimões   | Manacapuru           | 2º nel Campionato Amazonense         |
| Amazonas (Brasile)  | Nacional-AM            | Manaus               | 3º nel Campionato Amazonense         |
| Bahia               | Atlético de Alagoinhas | Alagoinhas           | 1º nel Campionato Baiano             |
| Bahia               | Jacuipense             | Riachão do Jacuípe   | 2º nel Campionato Baiano             |
| Bahia               | Bahia de Feira         | Feira de Santana     | 3º nel Campionato Baiano             |
| Ceará               | Caucaia                | Caucaia              | 2º nel Campionato Cearense           |
| Ceará               | Iguatu                 | Iguatu               | 4º nel Campionato Cearense           |
| Ceará               | Pacajus                | Pacajus              | 5º nel Campionato Cearense           |
| Ceará               | Atlético Cearense      | Fortaleza            | 17° in Série C                       |
| Ceará               | Ferroviário-CE         | Fortaleza            | 19° in Série C                       |
| Espírito Santo      | Real Noroeste          | Águia Branca         | 1º nel Campionato Capixaba           |
| Espírito Santo      | Vitória-ES             | Vitória              | 2º nel Campionato Capixaba           |
| Distretto Federale  | Brasiliense            | Taguatinga           | 1º nel Campionato Brasiliense        |
| Distretto Federale  | Ceilândia              | Ceilândia            | 2º nel Campionato Brasiliense        |
| Goiás               | Iporá                  | Iporã                | 4º nel Campionato Goiano             |
| Goiás               | Anápolis               | Anápolis             | 5º nel Campionato Goiano             |
| Goiás               | CRAC                   | Catalão              | 6º nel Campionato Goiano             |
| Maranhão            | Cordino                | Barra do Corda       | 2º nel Campionato Maranhense         |
| Maranhão            | Maranhão               | São Luís             | Finalista della Copa Maranhaense     |
| Mato Grosso         | União Rondonópolis     | Rondonópolis         | 2º nel Campionato Mato-Grossense     |
| Mato Grosso         | CEOV                   | Várzea Grande        | Finalista della Copa Mato-Grossense  |
| Mato Grosso do Sul  | Operário-MS            | Campo Grande         | 1º nel Campionato Sul-Mato-Grossense |
| Minas Gerais        | Athletic               | São João del-Rei     | 3º nel Campionato Mineiro            |
| Minas Gerais        | Patrocinense           | Patrocínio           | 9º nel Campionato Mineiro            |
| Minas Gerais        | Democrata-GV           | Governador Valadares | Vincitore del Trofeu Inconfidencia   |
| Pará                | Tuna Luso              | Belém                | 3º nel Campionato Paraense           |
| Pará                | Águia de Marabá        | Marabá               | 4º nel Campionato Paraense           |
| Paraíba             | Sousa                  | Sousa                | 3º nel Campionato Paraibano          |
| Paraíba             | Nacional-PB            | Patos                | 4º nel Campionato Paraibano          |
| Paraíba             | Campinense             | Campina Grande       | 20° in Série C                       |
| Paraná              | Maringá                | Maringá              | 2º nel Campionato Paranaense         |
| Paraná              | São Joseense           | São José dos Pinhais | 6º nel Campionato Paranaense         |
| Paraná              | FC Cascavel            | Cascavel             | 7º nel Campionato Paranaense         |
| Pernambuco          | Retrô                  | Camaragibe           | 1º nel Campionato Pernambucano       |
| Pernambuco          | Santa Cruz-PB          | Recife               | 3º nel Campionato Pernambucano       |
| Piauí               | Fluminense-PI          | Teresina             | 1º nel Campionato Piauiense          |
| Piauí               | Parnahyba              | Parnaíba             | 2º nel Campionato Piauiense          |
| Rio de Janeiro      | Resende                | Resende              | 5º nel Campionato Carioca            |
| Rio de Janeiro      | Nova Iguaçu            | Nova Iguaçu          | 6º nel Campionato Carioca            |
| Rio de Janeiro      | Portuguesa-RJ          | Rio de Janeiro       | Finalista della Copa Rio             |
| Rio Grande do Norte | Potiguar               | Mossoró              | 3º nel Campionato Potiguar           |
| Rio Grande do Norte | Globo                  | Ceará-Mirim          | 4º nel Campionato Potiguar           |
| Rio Grande do Sul   | Caxias                 | Caxias do Sul        | 5º nel Campionato Gaùcho             |
| Rio Grande do Sul   | Novo Hamburgo          | Novo Hamburgo        | 7º nel Campionato Gaùcho             |
| Rio Grande do Sul   | Aimoré                 | São Leopoldo         | 8º nel Campionato Gaùcho             |
| Rio Grande do Sul   | Brasil de Pelotas      | Pelotas              | 18° in Série C                       |
| Rondônia            | Real Ariquemes         | Ariquemes            | 1º nel Campionato Rondoniense        |
| Roraima             | São Raimundo-RR        | Boa Vista            | 1º nel Campionato Roraimense         |
| Santa Catarina      | Camboriú               | Camboriú             | 2º nel Campionato Catarinense        |
| Santa Catarina      | Concórdia              | Concórdia            | 3º nel Campionato Catarinense        |
| Santa Catarina      | Hercílio Luz           | Tubarão              | 5º nel Campionato Catarinense        |
| San Paolo           | Santo André            | Santo André          | 8º nel Campionato Paulista           |
| San Paolo           | Ferroviária            | Araraquara           | 12º nel Campionato Paulista          |
| San Paolo           | Inter de Limeira       | Limeira              | 13º nel Campionato Paulista          |
| San Paolo           | XV de Piracicaba       | Piracicaba           | Vincitore della Copa Paulista        |
| Sergipe             | Sergipe                | Aracaju              | 1º nel Campionato Sergipano          |
| Sergipe             | Falcon                 | Barra dos Coqueiros  | 2º nel Campionato Sergipano          |
| Tocantins           | Tocantinópolis         | Tocantinópolis       | 1º nel Campionato Tocantinense       |
| Tocantins           | Interporto             | Porto Nacional       | 2º nel Campionato Tocantinense       |

## Fase a Gironi

### Girone A1
|  | Pos. | Squadra              | Pt | G  | V | N | P  | GF | GS | DR  |
|  | ---- | -------------------- | -- | -- | - | - | -- | -- | -- | --- |
|  | 1.   | Nacional-AM          | 30 | 14 | 9 | 3 | 2  | 22 | 7  | +15 |
|  | 2.   | Tuna Luso            | 28 | 14 | 8 | 4 | 2  | 21 | 10 | +11 |
|  | 3.   | Águia de Marabá      | 24 | 14 | 6 | 6 | 2  | 18 | 8  | +10 |
|  | 4.   | Princesa do Solimões | 19 | 14 | 4 | 7 | 3  | 21 | 13 | +8  |
|  | 5.   | São Raimundo-RR      | 18 | 14 | 5 | 3 | 6  | 24 | 24 | 0   |
|  | 6.   | Humaitá-AC           | 18 | 14 | 5 | 3 | 6  | 16 | 21 | -5  |
|  | 7.   | São Francisco-AC     | 9  | 14 | 3 | 0 | 11 | 5  | 33 | -28 |
|  | 8.   | Trem                 | 8  | 14 | 2 | 2 | 10 | 8  | 19 | -11 |

Legenda:
      Ammessa ai sedicesimi di finale.
Regolamento:
Tre punti a vittoria, uno a pareggio, zero a sconfitta.
In caso di arrivo di due o più squadre a pari punti, la graduatoria verrà stilata secondo la classifica avulsa.

### Girone A2
|  | Pos. | Squadra           | Pt | G  | V  | N | P | GF | GS | DR  |
|  | ---- | ----------------- | -- | -- | -- | - | - | -- | -- | --- |
|  | 1.   | Ferroviário-CE    | 36 | 14 | 11 | 3 | 0 | 30 | 6  | +24 |
|  | 2.   | Atlético Cearense | 23 | 14 | 6  | 5 | 3 | 22 | 15 | +7  |
|  | 3.   | Maranhão          | 21 | 14 | 5  | 6 | 3 | 18 | 11 | +7  |
|  | 4.   | Parnahyba         | 17 | 14 | 4  | 5 | 5 | 1  | 23 | -9  |
|  | 5.   | Caucaia           | 16 | 14 | 3  | 7 | 4 | 20 | 20 | 0   |
|  | 6.   | Tocantinópolis    | 15 | 14 | 3  | 6 | 5 | 14 | 15 | -1  |
|  | 7.   | Cordino           | 11 | 14 | 2  | 5 | 7 | 13 | 26 | -13 |
|  | 8.   | Fluminense-PI     | 8  | 14 | 1  | 5 | 8 | 9  | 24 | -15 |

Legenda:
      Ammessa ai sedicesimi di finale.
Regolamento:
Tre punti a vittoria, uno a pareggio, zero a sconfitta.
In caso di arrivo di due o più squadre a pari punti, la graduatoria verrà stilata secondo la classifica avulsa.

### Girone A3
|  | Pos. | Squadra       | Pt | G  | V | N | P  | GF | GS | DR  |
|  | ---- | ------------- | -- | -- | - | - | -- | -- | -- | --- |
|  | 1.   | Sousa         | 26 | 14 | 8 | 2 | 4  | 24 | 15 | +9  |
|  | 2.   | Nacional-PB   | 24 | 14 | 7 | 3 | 4  | 17 | 11 | +6  |
|  | 3.   | Potiguar      | 23 | 14 | 6 | 5 | 3  | 16 | 11 | +5  |
|  | 4.   | Pacajus       | 22 | 14 | 6 | 4 | 4  | 21 | 16 | +5  |
|  | 5.   | Campinense    | 21 | 14 | 6 | 3 | 5  | 18 | 14 | +4  |
|  | 6.   | Santa Cruz-PB | 20 | 14 | 5 | 5 | 4  | 15 | 12 | +3  |
|  | 7.   | Iguatu        | 16 | 14 | 5 | 1 | 8  | 16 | 19 | -3  |
|  | 8.   | Globo         | 4  | 14 | 1 | 1 | 12 | 5  | 34 | -29 |

Legenda:
      Ammessa ai sedicesimi di finale.
Regolamento:
Tre punti a vittoria, uno a pareggio, zero a sconfitta.
In caso di arrivo di due o più squadre a pari punti, la graduatoria verrà stilata secondo la classifica avulsa.

### Girone A4
|  | Pos. | Squadra                | Pt | G  | V | N | P | GF | GS | DR |
|  | ---- | ---------------------- | -- | -- | - | - | - | -- | -- | -- |
|  | 1.   | Retrô                  | 26 | 14 | 7 | 5 | 2 | 19 | 13 | +6 |
|  | 2.   | Bahia de Feira         | 21 | 14 | 5 | 6 | 3 | 15 | 9  | +6 |
|  | 3.   | ASA                    | 19 | 14 | 6 | 1 | 7 | 14 | 16 | -2 |
|  | 4.   | Falcon                 | 19 | 14 | 5 | 4 | 5 | 16 | 15 | +1 |
|  | 5.   | Sergipe                | 19 | 14 | 5 | 4 | 5 | 19 | 19 | 0  |
|  | 6.   | Cruzeiro-AL            | 18 | 14 | 5 | 3 | 6 | 13 | 22 | -9 |
|  | 7.   | Atlético de Alagoinhas | 15 | 14 | 4 | 3 | 7 | 15 | 18 | -3 |
|  | 8.   | Jacuipense             | 15 | 14 | 3 | 6 | 5 | 20 | 19 | +1 |

Legenda:
      Ammessa ai sedicesimi di finale.
Regolamento:
Tre punti a vittoria, uno a pareggio, zero a sconfitta.
In caso di arrivo di due o più squadre a pari punti, la graduatoria verrà stilata secondo la classifica avulsa.

### Girone A5
|  | Pos. | Squadra            | Pt | G  | V | N | P  | GF | GS | DR  |
|  | ---- | ------------------ | -- | -- | - | - | -- | -- | -- | --- |
|  | 1.   | Ceilândia          | 28 | 14 | 7 | 7 | 0  | 28 | 5  | +23 |
|  | 2.   | Anápolis           | 25 | 14 | 6 | 7 | 1  | 26 | 6  | +20 |
|  | 3.   | CEOV               | 24 | 14 | 7 | 3 | 4  | 29 | 16 | +13 |
|  | 4.   | Brasiliense        | 24 | 14 | 6 | 6 | 2  | 31 | 11 | +20 |
|  | 5.   | União Rondonópolis | 23 | 14 | 7 | 2 | 5  | 17 | 9  | +8  |
|  | 6.   | Iporá              | 16 | 14 | 4 | 4 | 6  | 20 | 20 | 0   |
|  | 7.   | Interporto         | 6  | 14 | 1 | 3 | 10 | 3  | 47 | -44 |
|  | 8.   | Real Ariquemes     | 5  | 14 | 1 | 2 | 11 | 4  | 44 | -40 |

Legenda:
      Ammessa ai sedicesimi di finale.
Regolamento:
Tre punti a vittoria, uno a pareggio, zero a sconfitta.
In caso di arrivo di due o più squadre a pari punti, la graduatoria verrà stilata secondo la classifica avulsa.

### Girone A6
|  | Pos. | Squadra       | Pt | G  | V | N | P | GF | GS | DR  |
|  | ---- | ------------- | -- | -- | - | - | - | -- | -- | --- |
|  | 1.   | Athletic      | 29 | 14 | 9 | 2 | 3 | 19 | 9  | +10 |
|  | 2.   | Portuguesa-RJ | 29 | 14 | 8 | 5 | 1 | 25 | 12 | +13 |
|  | 3.   | Democrata-GV  | 25 | 14 | 7 | 4 | 3 | 18 | 15 | +3  |
|  | 4.   | Vitória-ES    | 20 | 14 | 6 | 2 | 6 | 23 | 20 | +3  |
|  | 5.   | Santo André   | 19 | 14 | 5 | 4 | 5 | 15 | 16 | -1  |
|  | 6.   | Resende       | 14 | 14 | 3 | 5 | 6 | 12 | 18 | -6  |
|  | 7.   | Nova Iguaçu   | 10 | 14 | 2 | 4 | 8 | 15 | 23 | -8  |
|  | 8.   | Real Noroeste | 7  | 14 | 1 | 4 | 9 | 9  | 23 | -14 |

Legenda:
      Ammessa ai sedicesimi di finale.
Regolamento:
Tre punti a vittoria, uno a pareggio, zero a sconfitta.
In caso di arrivo di due o più squadre a pari punti, la graduatoria verrà stilata secondo la classifica avulsa.

### Girone A7
|  | Pos. | Squadra          | Pt | G  | V | N | P | GF | GS | DR  |
|  | ---- | ---------------- | -- | -- | - | - | - | -- | -- | --- |
|  | 1.   | Patrocinense     | 24 | 14 | 6 | 6 | 2 | 16 | 8  | +8  |
|  | 2.   | Maringá          | 24 | 14 | 6 | 6 | 2 | 13 | 8  | +5  |
|  | 3.   | Inter de Limeira | 22 | 14 | 6 | 4 | 4 | 15 | 15 | 0   |
|  | 4.   | Ferroviária      | 20 | 14 | 5 | 5 | 4 | 16 | 11 | +5  |
|  | 5.   | CRAC             | 18 | 14 | 5 | 3 | 6 | 16 | 14 | +2  |
|  | 6.   | XV de Piracicaba | 16 | 14 | 4 | 4 | 6 | 20 | 21 | -1  |
|  | 7.   | FC Cascavel      | 16 | 14 | 3 | 7 | 4 | 12 | 17 | -5  |
|  | 8.   | Operário-MS      | 8  | 14 | 1 | 5 | 8 | 5  | 19 | -14 |

Legenda:
      Ammessa ai sedicesimi di finale.
Regolamento:
Tre punti a vittoria, uno a pareggio, zero a sconfitta.
In caso di arrivo di due o più squadre a pari punti, la graduatoria verrà stilata secondo la classifica avulsa.

### Girone A8
|  | Pos. | Squadra           | Pt | G  | V | N | P | GF | GS | DR  |
|  | ---- | ----------------- | -- | -- | - | - | - | -- | -- | --- |
|  | 1.   | Hercílio Luz      | 29 | 14 | 8 | 5 | 1 | 21 | 10 | +11 |
|  | 2.   | Caxias            | 23 | 14 | 7 | 2 | 5 | 19 | 16 | +3  |
|  | 3.   | Camboriú          | 22 | 14 | 6 | 4 | 4 | 19 | 14 | +5  |
|  | 4.   | Brasil de Pelotas | 20 | 14 | 5 | 5 | 4 | 15 | 13 | +2  |
|  | 5.   | São Joseense      | 20 | 14 | 5 | 5 | 4 | 15 | 15 | 0   |
|  | 6.   | Concórdia         | 19 | 14 | 5 | 4 | 5 | 15 | 13 | +2  |
|  | 7.   | Aimoré            | 10 | 14 | 1 | 7 | 6 | 8  | 21 | -13 |
|  | 8.   | Novo Hamburgo     | 7  | 14 | 1 | 4 | 9 | 13 | 23 | -10 |

Legenda:
      Ammessa ai sedicesimi di finale.
Regolamento:
Tre punti a vittoria, uno a pareggio, zero a sconfitta.
In caso di arrivo di due o più squadre a pari punti, la graduatoria verrà stilata secondo la classifica avulsa.

## Seconda Fase
Le 32 squadre qualificate alla seconda fase giocano un torneo ad eliminazione diretta con partite di andata e ritorno. In caso di pareggio al termine delle due gare, si procederà direttamente con i calci di rigore, senza i tempi supplementari.
Le quattro semifinaliste sono promosse in Série C.

### Sedicesimi di Finale
| Squadra 1            | Totale          | Squadra 2         | Andata | Ritorno |
| -------------------- | --------------- | ----------------- | ------ | ------- |
| Parnahyba            | 2 - 3           | Nacional-AM       | 2 - 0  | 0 - 3   |
| Águia de Marabá      | 1 - 4           | Atlético Cearense | 1 - 1  | 0 - 3   |
| Princesa do Solimões | 1 - 4           | Ferroviário-CE    | 1 - 1  | 0 - 3   |
| Maranhão             | 3 - 3 (5-4 dtr) | Tuna Luso         | 2 - 3  | 1 - 0   |
| Falcon               | 2 - 3           | Sousa             | 1 - 1  | 1 - 2   |
| Potiguar             | 1 - 1 (6-7 dtr) | Bahia de Feira    | 1 - 0  | 0 - 1   |
| Pacajus              | 2 - 4           | Retrô             | 1 - 2  | 1 - 2   |
| ASA                  | 2 - 3           | Nacional-PB       | 1 - 0  | 1 - 3   |
| Vitória-ES           | 1 - 3           | Ceilândia         | 1 - 0  | 0 - 3   |
| CEOV                 | 1 - 4           | Portuguesa-RJ     | 1 - 0  | 0 - 4   |
| Brasiliense          | 0 - 2           | Athletic          | 0 - 2  | 0 - 0   |
| Democrata-GV         | 1 - 3           | Anápolis          | 0 - 0  | 1 - 3   |
| Brasil de Pelotas    | 1 - 2           | Patrocinense      | 0 - 0  | 1 - 2   |
| Inter de Limeira     | 1 - 2           | Caxias            | 0 - 1  | 1 - 1   |
| Ferroviária          | 3 - 3 (4-2 dtr) | Hercílio Luz      | 1 - 1  | 2 - 2   |
| Camboriú             | 1 - 1 (6-5 dtr) | Maringá           | 0 - 0  | 1 - 1   |

### Ottavi di Finale
| Squadra 1         | Totale          | Squadra 2      | Andata | Ritorno |
| ----------------- | --------------- | -------------- | ------ | ------- |
| Bahia de Feira    | 4 - 3           | Nacional-AM    | 2 - 0  | 2 - 3   |
| Atlético Cearense | 2 - 4           | Sousa          | 1 - 2  | 1 - 2   |
| Nacional-PB       | 1 - 3           | Ferroviário-CE | 0 - 0  | 1 - 3   |
| Maranhão          | 2 - 2 (6-5 dtr) | Retrô          | 0 - 0  | 2 - 2   |
| Caxias            | 0 - 0 (7-6 dtr) | Ceilândia      | 0 - 0  | 0 - 0   |
| Patrocinense      | 1 - 3           | Portuguesa-RJ  | 0 - 0  | 1 - 3   |
| Camboriú          | 1 - 2           | Athletic       | 1 - 0  | 0 - 2   |
| Ferroviária       | 2 - 0           | Anápolis       | 1 - 0  | 1 - 0   |

### Quarti di Finale
| Squadra 1      | Totale          | Squadra 2      | Andata | Ritorno |
| -------------- | --------------- | -------------- | ------ | ------- |
| Maranhão       | 2 - 2 (0-3 dtr) | Ferroviário-CE | 1 - 1  | 1 - 1   |
| Caxias         | 2 - 1           | Portuguesa-RJ  | 1 - 1  | 1 - 0   |
| Bahia de Feira | 1 - 2           | Athletic       | 0 - 2  | 1 - 0   |
| Ferroviária    | 2 - 1           | Sousa          | 1 - 0  | 1 - 1   |

### Semifinali
| Squadra 1   | Totale | Squadra 2      | Andata | Ritorno |
| ----------- | ------ | -------------- | ------ | ------- |
| Caxias      | 1 - 2  | Ferroviário-CE | 1 - 1  | 0 - 1   |
| Ferroviária | 3 - 1  | Athletic       | 1 - 0  | 2 - 1   |

### Finale
| Squadra 1   | Totale | Squadra 2      | Andata | Ritorno |
| ----------- | ------ | -------------- | ------ | ------- |
| Ferroviária | 1 - 2  | Ferroviário-CE | 0 - 0  | 1 - 2   |